# ゴールデン・スランバー
「ゴールデン・スランバー」（原題 : Golden Slumbers）は、ビートルズの楽曲である。1969年9月に発売された11作目のイギリス盤公式オリジナル・アルバム『アビイ・ロード』に収録された。レノン＝マッカートニー名義となっているが、ポール・マッカートニーによって書かれた楽曲。アルバム『アビイ・ロード』のB面の特徴であるメドレー「ザ・ロング・ワン」（The Long One）の6曲目で、メドレー後半のオープニングにあたる楽曲。1969年7月に「キャリー・ザット・ウェイト」と繋げてレコーディングされた。

## 背景
マッカートニーが実父ジム（ジェームス・マッカートニー）の家で、ピアノを演奏しているときに、義妹ルースのピアノ教本の中からトマス・デッカーの「ゴールデン・スランバー」という子守唄を発見した。この時のことをマッカートニーは「リヴァプールの父の家でピアノを弾いていた。譜面台にはピアノの練習をしていた妹のルースの教本がスタンドに立てかけてあって、それをパラパラとめくっていったら、『ゴールデン・スランバー』に行き当たったんだ。僕は楽譜が読めないし、この古い曲に覚えがなかった。だから自分で旋律を作ったんだ」「とにかく歌詞が気に入った。すごく安らげる、すごく美しい子守唄だと思ったからキープしておいたら、手持ちの別の曲の断片とうまく合わさった」と語っている。
1969年1月9日にトゥイッケナム・スタジオでマッカートニーはピアノの弾き語りで、リンゴ・スターとマル・エヴァンズに本作を聴かせた。1956年にフランク・シナトラが発売したLPを引き合いに「そろそろ『ソングス・フォー・スウィンギン・ラヴァーズ』のための新曲を用意しなくちゃ」という冗談を言ったマッカートニーは、本作のヴァース用に即興で複数のアイデアを出した。そこからお伽話っぽくしたいということから、「Once there was way to get back homeward...（昔、道があった、故郷へと帰る道）」という冒頭のフレーズが形づくられた。

## レコーディング
「ゴールデン・スランバー」のレコーディングは1969年7月2日に開始され、「キャリー・ザット・ウェイト」と繋げてレコーディングされた。なお、この日のセッションでは、スコットランドでの自動車事故で負傷していたジョン・レノンは参加していない。8トラック・レコーダーのトラック1にスターのドラム、トラック2にジョージ・ハリスンのベース、トラック3にマッカートニーのピアノ、トラック8にマッカートニーのガイド・ボーカルが録音された。同日に15回録音が行われたが、大半のテイクは途中で終わっている。バッキング・トラックを作り出すにあたり、テイク13とテイク15の要素が編集でまとめられた。翌日、トラック4に追加のドラムとマッカートニーのボーカルが録音され、追加のドラムはトラック1に録音されたオリジナルのドラムとミックスするために、2本目のテープで2種類のリダクション・ミックスが作成され、よりよい出来と判断されたテイク17がオーバー・ダビング用に使用されることとなった。
7月31日にドラムやティンパニ、もう1つのリード・ボーカル、8月15日にオーケストラがトラック8にオーバーダビングされた。オーケストラのパートは、最後のミキシング作業時にADTで増強されており、オリジナルのアンサンブルと少し遅れて聴こえるADT版は、ステレオ音像の両サイドに配置された。

## クレジット
※出典
ビートルズ
- ポール・マッカートニー - リード・ボーカル、ピアノ
- ジョージ・ハリスン - ベースギター
- リンゴ・スター - ドラム

外部ミュージシャン
- 演奏者不明 - ヴァイオリン（12丁）、ヴィオラ（4丁）、チェロ（4台）、ダブル・ベース、ホルン（4本）、トランペット（3本）、トロンボーン、バストロンボーン

## カバー・バージョン
- クロディーヌ・ロンジェ - 1970年に発売されたアルバム『Run Wild, Run Free』に収録[9]。
- ジョン・デンバー - 1970年に発売されたアルバム『Whose Garden Was This』に収録。
- ルー・ロウルズ - 1973年に発売されたライブ・アルバム『Live at the Century Plaza』に収録[10]。
- 武満徹 - 高橋アキによる録音企画『ハイパー・ビートルズ』のために1992年に書かれ、同年の全国ツアーで初演された[11]。現在はカメラータから再録音が発売されている[12]。
- Mi-Ke - 1993年に発売されたアルバム『永遠のリバプールサウンド〜Please Please Me, LOVE』に収録。
- ジュディ・コリンズ - 2007年に発売されたアルバム『Judy Collins Sings Lennon and McCartney』に収録。
- ウィル・ヤング - 2010年に発売されたコンピレーション・アルバム『Dermot O'Leary Presents The Saturday Sessions』に収録。
- 斉藤和義 - 2010年に公開された映画『ゴールデンスランバー』の主題歌としてカバー。
- ジェニファー・ハドソン - 2016年に公開された映画『SING/シング』のサウンドトラックとして歌唱[注 4][13]。